# Simons film
|  | Denne artikel er oprettet af botten PalnaBot ud fra en ekstern database. Den kan derfor have sproglige fejl eller mangler. Denne skabelon kan fjernes efter kontrol af indholdet. |

Simons film er en portrætfilm fra 1999 instrueret af Torben Skjødt Jensen efter manuskript af Torben Skjødt Jensen.

## Handling
"Spies, rejs og vær glad" lød mottoet for Danmarks største rejsekonge, excentriker og mangemillionær Simon Spies. I begyndelsen af 1957 sendte han de første turister af sted med bus til Mallorca. Seks år senere omsatte selskabet for 30 millioner kroner om året. I denne portrætfilm fortæller en række af de personer, der stod ham nærmest, om studenten, formanden, vennen, elskeren og arbejdsgiveren Simon Spies. Den unge filmmand Steen Herdel blev i begyndelsen af halvfjerdserne hyret til at lave en film, hvor alt gik baglæns. Filmen blev aldrig realiseret, men Herdel flugte Simon gennem flere år, og disse billeder giver sammen med arkivmateriale og interviews et nuanceret portræt af en sammensat personlighed.